# 金背长叶藤
金背长叶藤（学名：Argyreia henryi var. hypochrysa）为旋花科银背藤属长叶银背藤的变种。分布在中国大陆的云南等地，生长于海拔650米至850米的地区，常生于灌丛中或林缘，目前尚未由人工引种栽培。